# Дем'яненко Дмитро Володимирович
Дем'я́ненко Дмитро́ Володи́мирович (нар. 11 червня 1969, Запоріжжя) — колишній український футболіст, захисник.

## Кар'єра
Вихованець ДЮСШ «Локомотив» із Запоріжжя. Перший тренер - Б. Зозуля. Першим професійним клубом був одеський «СКА». У 1991 році виступав за дубль московського ««Спартака»», провів 3 гри. Виступав за одеський «Чорноморець», дніпропетровський «Дніпро», запорізький «Віктор», сімферопольську «Таврію», ізраїльський СК «Ніс-Ціона», саківський « Динамо», армянський «Титан». Останній клуб - «Торпедо».